# 布里亚尔运河
布里亚尔运河（法語：Canal de Briare，法語發音：[kanal də bʁijaʁ]）是法国的一条运河，长54千米，以其横跨卢瓦尔河谷的水桥而著名。

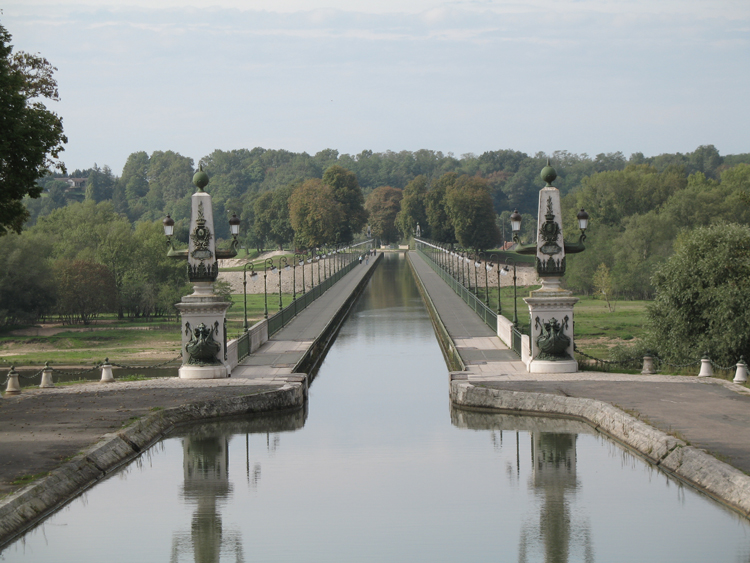
布里亚尔运河的水桥